# In the Eye of the Storm
In the Eye of the Storm (Im Auge des Sturms) ist das erste Studioalbum des britischen Pop-/Rockmusikers Roger Hodgson, der Gründungsmitglied der britischen Band Supertramp war. Sein Solo-Debütalbum erschien 1984 und verkaufte sich gut in der Schweiz und in Norwegen, sonst mäßig.

## Beschreibung
Roger Hodgson hatte Supertramp nach “…famous last words…” (1982), dem siebten Studioalbum der Band, und einer ausgedehnten Abschiedstournee zugunsten einer Solokarriere verlassen, weil er und der zweite Bandkopf Rick Davies sich über die Musikrichtung nicht mehr einig wurden. Hodgson wollte weiterhin Pop- und Rockmusik machen, während Davies einen stärkeren Akzent auf Blues und Jazz legen wollte.
Nach der Trennung von der bis dahin erfolgreichen Band zog sich Hodgson in sein naturverbundenes Familienleben zurück und verbrachte viel Zeit mit seinen Kindern. In seinem Studio, dem Unicon Studio, arbeitete er aber weiter. Sein Solo-Debütalbum In the Eye of the Storm wurde 1984 veröffentlicht und fand mehr als zwei Millionen Käufer. Mehrere Angebote, auf Tournee zu gehen, lehnte er ab, und verblieb in seinem Familienleben.
Der auf In the Eye of the Storm befindliche Musikstil wird oft als progressiver Kunst-Pop bezeichnet und erinnert teilweise an den Supertramp-Stil der 1970er-Jahre. Es stechen immer wieder Keyboardklänge (besonders in In Jeopardy und Give Me Love, Give Me Life) und stakkatoartig gespielte Klavierklänge als Hauptinstrumente hervor, während andere Instrumente, wie die für Supertramp typischen Blasinstrumente (z. B. Saxophon), in den Hintergrund treten.
Die bekanntesten Songs des Albums sind Had a Dream (Sleeping with the Enemy) (mit knapp 8½ Minuten zweitlängster Song der Platte), dessen Video zum Beispiel oft von MTV gezeigt wurde, In Jeopardy sowie die Ballade Lovers in the Wind (mit etwas mehr als 4 Minuten kürzestes Lied) und das bombastisch-symphonieartige Only Because of You (mit etwas mehr als 8½ Minuten längstes Werk). Die Lieder sind im Durchschnitt über 6½ Minuten lang.
Rund drei Jahre nach dem von vielen Kritikern gelobten In the Eye of the Storm wurde das Studioalbum Hai Hai veröffentlicht.

## Liedliste
Das Album In the Eye of the Storm (Original: LP A&M AMLX 65004) enthält 7 Lieder. Auf der Schallplatte befinden sich die Songs 1 bis 4 auf der A-Seite und 5 bis 7 auf der B-Seite. Die folgend angegebenen Längen beziehen sich auf eine CD-Version (A&M 395 004-2) der Platte, die 47:02 Minuten lang ist. Die Songs wurden von Hodgson komponiert, getextet und arrangiert und per Hauptstimme gesungen.
1. Had a Dream (Sleeping with the Enemy) – 8:27
2. In Jeopardy – 5:57
3. Lovers in the Wind – 4:14
4. Hooked on a Problem – 5:08
5. Give Me Love, Give Me Life – 7:34
6. I’m Not Afraid – 7:05
7. Only Because of You – 8:37

## Charts
Album
Das Album In the Eye of the Storm verkaufte sich gut in der Schweiz, wo es auf den 6. Platz der Charts kletterte, in Norwegen, wo es den 14. Platz stieg, und in Deutschland, wo es auf den 20. Platz erreichte. In Schweden kam es auf den 41. Platz und in den USA (Billboard 200) auf den 46. Platz.
Singles
Als Single-Auskopplungen erschienen In Jeopardy, mit I'm Not Afraid als B-Seite, und Had a Dream (Sleeping with the Enemy), mit Only Because of You als B-Seite, das in der Schweiz auf den 27. Platz und in den USA auf den 48. Platz kam.

## Besetzung
Alle Instrumente, außer den folgend genannten, wurden von Hodgson gespielt:
- Roger Hodgson – 12-saitige Akustikgitarre, E-Gitarre, Klavier, Hammond-Orgel, Synthesizer, Wurlitzer E-Piano, Bassgitarre, Schlagzeug (in Hooked On a Problem und Lovers in the Wind), Gesang und Hintergrundgesang

Gastmusiker (in alphabetischer Reihenfolge):
- Ken Allardyce – Mundharmonika und Hintergrundgesang
- Clair Diament – Gesang (in Only Because of You)
- Jimmy Johnson – bundlose Bassgitarre (in Lovers in the Wind und Only Because of You)
- Scott Page – Saxophone (in Hooked On a Problem)
- Michael Shrieve – Schlagzeug (außer in Hooked On a Problem und Lovers in the Wind)

## Aufnahme und Produktion
Das Album In the Eye of the Storm wurde in den USA in diesen Tonstudios aufgenommen und gemischt: Die Tonaufnahmen fanden in Rogers Unicorn Studios (Nevada City, Kalifornien) statt. Abgemischt wurde die Platte bei Power Station (Manhattan, New York City, New York). Das Mastering wurde bei Masterdisk (auch New York) durchgeführt.
- Produzent: Roger Hodgson
- Toningenieur: Scott Litt, James Farber (Unicorn Studios)
- Toningenieur-Assistent: Ken Allardyce (Unicorn Studios)
- Technischer Assistent: Chris Amson (Unicorn Studios)
- Abmischungs-Toningenieur: James Farber (Power Station)
- Abmischungs-Assistent: Ken Allardyce, Malcolm Pollack (Power Station)
- Mastering-Ingenieur: Howie Weinberg (Masterdisk)
- Cover-Konzept: Roger Hodgson
- Künstlerische Leitung: Richard Frankel, Chuck Beeson
- Gestaltung und Photo-Zusammenstellung: David Coleman
- Globus-Modell: Timothy Eames
- Photographien: Charles Reilly
- Sturm-Photographie: Image Bank West, Cliff Boule

## Neuveröffentlichung 2006
Im Jahr 2006 erschien ebenfalls vom Label A&M Records eine digital überarbeitete Neuauflage des Albums In the Eye of the Storm. Das Remastern wurde von Andrew Garver in den A&M Mastering Studios in Hollywood (Los Angeles, Kalifornien, USA) durchgeführt.